# Resolutie 1516 Veiligheidsraad Verenigde Naties
Resolutie 1516 van de Veiligheidsraad van de Verenigde Naties werd op 20 november 2003 unaniem door de VN-Veiligheidsraad aangenomen en veroordeelde twee bomaanslagen in Istanboel.

## Achtergrond

### 15 november 2003
Op 15 november 2003 reden twee vrachtwagens in op twee synagogen in Istanboel en ontploften. Daarbij kwamen 27 mensen om — het merendeel Turkse moslims — en vielen meer dan 300 gewonden.

### 20 november 2003
Op 20 november 2003 ontploften opnieuw twee vrachtwagens. Eén aan het hoofdkantoor van HSBC-bank Turkije en één aan het Britse consulaat. Dertig mensen — waaronder de Britse consul-generaal en verschillende andere Britten, maar wederom vooral Turkse moslims — kwamen om en 400 raakten
gewond.

## Inhoud
De Veiligheidsraad:
- Bevestigt de doelstellingen en principes van het Handvest van de Verenigde Naties en haar relevante resoluties waarvan resolutie 1373 in het bijzonder.
- Bevestigt dat terrorisme met alle mogelijke middelen moet worden bestreden.

1. Veroordeelt de bomaanslagen in Istanboel op 15 en 20 november, waarbij vele doden en gewonden vielen, en verschillende andere aanslagen in andere landen.
2. Condoleert volk en overheid van Turkije, en het Verenigd Koninkrijk en de slachtoffers en hun families.
3. Dringt er bij alle landen op aan samen te werken om de daders te berechten.
4. Is vastberaden alle vormen van terrorisme te bestrijden.

## Verwante resoluties
- Resolutie 1456 Veiligheidsraad Verenigde Naties
- Resolutie 1465 Veiligheidsraad Verenigde Naties
- Resolutie 1526 Veiligheidsraad Verenigde Naties (2004)
- Resolutie 1530 Veiligheidsraad Verenigde Naties (2004)